# جوائز الأمير كلاوس
جوائز الأمير كلاوس (بالهولندية: Prins Claus Prijs) هي جوائز دولية يمنحها صندوق الأمير كلاوس سنويًا منذ سنة 1997، تكريمًا للأفراد والمنظمات الذين يسهمون في الثقافة والتطوير المجتمعي بشكل تقدمي ومعاصر. ينتمي معظم من حصلوا على هذه الجوائز إلى دول أفريقيا وآسيا وأمريكا اللاتينية والكاريبي.
أُسس صندوق الأمير كلاوس (وهو الجهة المانحة لهذه الجوائز) سنة 1996، وسُمي بهذا الاسم تكريمًا للأمير كلاوس زوج الملكة بياتريكس ملكة هولندا، وتدعمه ماليًا وزارة الخارجية الهولندية.

## الترشيحات

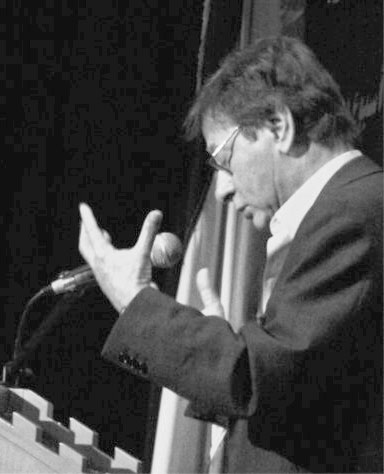
محمود درويش... فاز بجائزة الأمير كلاوس سنة 2004

تقوم بترشيح المستحقين لجوائز الأمير كلاوس هيئة محلفين تتكون من رؤساء شرفيين خبراء في المجالات المتعلقة برسالتها الثقافية والتنموية.

## معايير الاختيار
أهم المعايير التي تأخذها هيئة المحلفين في الاعتبار هو التأثير الإيجابي لأعمال الشخص المكرّم على النطاق الثقافي أو الاجتماعي الواسع. وتشمل الثقافة جميع المجالات الفنية والفكرية والعلمية والإعلامية والتربوية. ويشترط أن تكون أعمال المكرّم ذات جودة متميزة في مجالها.

## منح الجائزة
تبلغ قيمة الجائزة الرئيسة 100 ألف يورو، تُقدم في احتفال يقام بالقصر الملكي في أمستردام في ديسمبر من كل عام. كما تُمنح جوائز إضافية قيمة كل منها 25 ألف يورو تُسلم للفائز في ديسمبر ويناير في السفارة الهولندية في البلد الذي يقيم به.

## كتاب الجائزة
ينشر صندوق الأمير كلاوس سنويًا كتابًا يتضمن كلمة الجائزة بقلم أحد الرؤساء الشرفيين، ومقتبسات من المحاضرة التي يلقيها مفكر مرموق، وتقرير هيئة المحلفين ومناقشات وافية لأعمال الفائز بأقلام خبراء في مجاله.

## قائمة الفائزين بالجائزة
| السنة | موضوع الجائزة                                                                                   | الفائز الرئيس | بقية الفائزين | أعضاء اللجنة                                                                                                 |
| ----- | ----------------------------------------------------------------------------------------------- | --- | --- | --- |
| 1997  | الإنجاز المتميز في مجال الثقافة والتنمية في آسيا وأمريكا اللاتينية، وعلى وجه الخصوص في أفريقيا. | معرض زيمبابوي الدولي للكتاب | مجلس تطوير أبحاث العلوم الاجتماعية في أفريقيا (السنغال) مؤشر الرقابة (المملكة المتحدة): منظمة تهتم بحرية التعبير. مالانغاتانا نغوينيا (موزمبيق): رسام وشاعر. جوزيف هانسون كوابينا نكيتيا (غانا): عالم بموسيقى الشعوب وملحن. ساردونو والويو كوسومو (إندونيسيا): راقص ومصمم رقصات ومخرج وممثل سينمائي. برونو ستانيو (تشيلي/كوستاريكا): مهندس معماري جيم سوبانغكات (إندونيسيا): نحات وناقد فني وأمين متحف. عبد الجليل التميمي (تونس): مؤرخ. إرنست وامبا ديا وامبا (الكونغو الديمقراطية/تنزانيا): فيلسوف سياسي.                                                                                                   | أدريان فان در ستاي، لول ناوتا، أنيل رامداس                                                                   |
| 1998  | الفن ذو الطابع الأفريقي.                                                                        | ألفادي (النيجر): مصمم أزياء. أومو سيه (السنغال): مصمم أزياء. تيتيه أدزيدو (غانا): مصمم أزياء.                                  | رخشان بني اعتماد (إيران): مخرجة وكاتبة سيناريو إيرانية. هيري دونو (إندونيسيا): رسام ونحات وفنان تركيبي. تيسيو إسكوبار (باراغواي): ناقد فني وأمين ومدير متحف. جيوتيندرا جين (الهند): باحث في الفنون والثقافة. جان باتيست كييتيغا (بوركينا فاسو): عالم آثار ومؤرخ. ديفيد كولواني (جنوب أفريقيا): فنان تشكيلي وأمين متحف. بابا مال (السنغال): مغنٍّ. كارلوس مونسيفايس (المكسيك): كاتب وفيلسوف وصحفي. رضا بياداسا (ماليزيا): فنان وناقد فني. روخيليو سالمونا (كولومبيا): معماري. كومار شاهاني (الهند): مخرج وكاتب سيناريو. تيان جوانغجوانغ (الصين): مخرج ومنتج سينمائي. نازك سابا يارد (لبنان): كاتبة وناقدة أدبية. | أدريان فان در ستاي، تشارلز كوريرا، إميل فالو، مي غصوب، غاستون كابوريه، غيراردو موسكيرا                       |
| 1999  | خلق مساحات من الحرية                                                                            | محمد فلاق (فرنسا/الجزائر): كوميدي وممثل وكاتب. فيترال (كوبا): مجلة اجتماعية ثقافية. قناة الجزيرة (قطر): شبكة تلفزيونية مستقلة. | باتريك شاموازو (مارتينيك): كاتب. بولين هونتونجي (بنين): فيلسوف. سيلدو مييرلس (البرازيل): نحات وفنان تركيبي وتصوري. بوبيتيلا (أنغولا): كاتب. ديسالين رحماتو (إثيوبيا): عالم اجتماع. خوانا مارتا روداس وخوليا إسيدريس (باراغواي): فنانتا خزف. كلوديا رودن (المملكة المتحدة/مصر): مؤلفة كتب طهي. شيخ عمر سيسوكو (مالي): مخرج سينمائي. تساي تشيه تشونغ (تايوان): رسام كارتون وفنان رسوم مسلسلة وصانع أفلام كارتون. كين ييانغ (ماليزيا): معماري. | أدريان فان در ستاي، تشارلز كوريرا، إميل فالو، مي غصوب، غاستون كابوري، غيراردو موسكيرا                        |
| 2000  | "أبطال التحول الحضري"                                                                           | جيمي ليرنر (البرازيل): معماري. فيفا ريو (البرازيل): منظمة عمل اجتماعي من أجل السلام. فرانسيسكو توليدو (المكسيك): رسام.         | بوش راديو (جنوب أفريقيا): محطة إذاعية مستقلة. كوميونالزم كومبات (الهند): منظمة حقوقية. كوي جيان (الصين): مغنٍّ وكاتب أغانٍ وعازف جيتار وممثل. فيلم ريسورس يونيت (جنوب أفريقيا): موزع أفلام مستقل. عارف حسن (باكستان): معماري ومخطط مدن وفيلسوف اجتماعي وشاعر. بوبن خاخار (الهند): فنان تشكيلي. كومال كوثاري (الهند): عالم بموسيقى الشعوب ويرويري ليكنغ (كوت ديفوار): رسامة وكاتبة مسرحية وصانعة أفلام. آيو أوتامي (إندونيسيا): إذاعية وكاتبة. فان ليو (مصر): مصور فوتوغرافي. | أدريان فان در ستاي، تشارلز كوريرا، إميل فالو، مي غصوب، غاستون كابوريه، غيراردو موسكيرا، برونو ستانيو         |
| 2001  | الكرنفال                                                                                        | كرنفال الصيف (روتردام، هولندا): كرنفال كاريبي. بيتر منشال (ترينيداد): مصمم أزياء احتفالية.                                     | كريس أباني (نيجيريا): كاتب وشاعر. دونغ ثو هونغ (فييتنام): كاتبة. صمويل فوسو (الكاميرون): مصور فوتوغرافي. جهان كتاب (إيران): مجلة أدبية. ميري مفتون (أفغانستان): عالم بموسيقى الشعوب. أنطون مقدسي (سوريا): فيلسوف سياسي. إبراهيم الصلاحي (السودان/المملكة المتحدة): رسام. إلينا ريفيرا ميرانو (الولايات المتحدة/الفلبين): مغنية وقائدة جوقة وعالمة موسيقى. تالينغو (بنما): مجلة ثقافية. إيفان ثايس (بيرو): كاتب. | أدريان فان در ستاي، تشارلز كوريرا، مي غصوب، غاستون كابوريه، غيراردو موسكيرا، برونو ستانيو                    |
| 2002  | اللغات وصيغ التعبير العابرة للثقافات                                                            | محمد شفيق (المغرب): كاتب. | مارسيلو أراوس لافانديس (بوليفيا): مخرج احتفاليات ومسوّق ثقافي وقائد جوقة. علي فرزات (سوريا): رسام كاريكاتير. فيريرا غولار (البرازيل): كاتب وناقد فني. أميرة هاس (إسرائيل): كاتبة. معهد الدراسات الإسلامية والاجتماعية (إندونيسيا): منظمة حقوقية ومركز بحثي. فرخينيا بيريز-راتون (كوستاريكا): فنانة وناقدة فنية وأمينة متحف. يوسو ندور (السنغال): مغنٍّ. والتر تورنييه (أوروغواي): صانع أفلام أنيميشن. وو ليانغيونغ (الصين): مخطط مدن. | أدريان فان در ستاي، صادق جلال العظم، أراسي أمارال، غويناوان محمد، بيدرو بيمنتا، كلوديا رودين، برونو ستانيو   |
| 2003  | بقاء الحرف وتجديدها                                                                             | وانغ شيشيانغ (الصين): جامع قطع فنية وشاعر.                                                                                     | تقرير التنمية الإنسانية العربية لسنة 2002، وخاصة من نادر فرجاني (مصر) رابطة ماثاري للرياضة للشباب (كينيا) كارلينيوس براون (البرازيل): مغنٍّ وكاتب أغان وعازف إيقاع. ليتا ستانيك (الأرجنتين): صانعة أفلام. متحف المقاطعة السادسة (جنوب أفريقيا): متحف عن الفصل العنصري في جنوب أفريقيا. حسن سالتيك (تركيا): منتج موسيقي. ميك بيرس (زيمبابوي): معماري. متحف ريوم للفنون والثقافة (كمبوديا): معهد فني وثقافي. غانيش ديفي (الهند): باحث قبلي وكاتب وناقد أدبي. يوفيتا ميتا (إندونيسيا): مصممة أزياء. | أدريان فان در ستاي، أراسي أمارال، صادق جلال العظم، غويناوان محمد، بيدرو بيمنتا، كلوديا رودين، برونو ستانيو   |
| 2004  | النتائج الإيجابية للجوء السياسي والهجرة                                                         | محمود درويش (فلسطين): شاعر وكاتب.                                                                                              | جواد الأسدي (العراق): مسرحي وشاعر. تين مو (بورما): شاعر. إيفالدو بيرتازو (البرازيل): راقص ومصمم رقصات. الاتحاد البوتاني للرماية بالقوس (بوتان): جمعية تهتم بالرماية التقليدية بالقوس والسهم. هالت تشامبل (تركيا): عالمة آثار. عمارة خان مسعودي (أفغانستان): مدير متحف. ميموريا أبييرتا (الأرجنتين): منظمة حقوقية. فروخ قاسم (طاجيكستان): مسرحي. أميناتا تراوري (مالي): كاتبة وناشطة سياسية. | أدريان فان در ستاي، أراسي أمارال، صادق جلال العظم، غويناوان محمد، بيدرو بيمنتا، كلوديا رودين، برونو ستانيو   |
| 2005  | الفكاهة والسخرية                                                                                | جوناثان شابيرو (وشهرته زابيرو) (جنوب أفريقيا): رسام كاريكاتير.                                                                 | لينين الرملي (مصر): كاتب ومخرج. سلامت غوندونو (إندونيسيا): فنان عرائس الوايانغ. إدغار لانغفلت (زيمبابوي): فنان ستاند أب كوميدي وكاتب أغانٍ وممثل. ميخائيل بوغوصيان (أرمينيا): ممثل ومغنٍّ ومؤدٍّ في الملاهي. خواكين سلفادور لافادو (وشهرته كينو): رسام كاريكاتير ومسلسلات كارتونية. إبراهيم نبوي (إيران): كاتب ساخر. شيري سامبا (الكونغو الديمقراطية): رسام. نييجي غيدون (البرازيل): عالمة آثار. عبد الشريف (تنزانيا): مدير متحف. أوبييو أوكاش (كينيا): راقص ومصمم رقصات. | نيك بيغمان، أراسي أمارال، صادق جلال العظم، غويناوان محمد، بيدرو بيمنتا، كلوديا رودين، ميك بيرس               |
| 2006  | "عشر سنوات على جائزة الأمير كلاوس"                                                              | رضا عابديني (إيران): فنان غرافيك وناقد فني.                                                                                    | ليدا عبدول (ليدا عبد الله) (أفغانستان): فنانة تشكيلية ومصورة ضوئية وفوتوغرافية. كريستين طعمة (لبنان): أمينة متحف ومسوقة فنون. إرنا برودبر (جامايكا): كاتبة وعالمة اجتماع. هنري تشاكافا (كينيا): ناشر. فرانكيتيين (هاييتي): كاتب وشاعر ومسرحي وموسيقي ورسام. مديحة كوهر (باكستان): ممثلة وكاتبة ومسرحية وناشطة في مجال حقوق المرأة. مايكل مل (بابوا نيو غينيا): باحث في الفنون وأمين متحف وفيلسوف وموسيقي وكاتب مسرحي. لجنة الفن الهادف (نيجيريا): منصة مسرحية. الكمنجاتي (فلسطين): منظمة لرعاية الموسيقي. متحف مالي الوطني (مالي): متحف للآثار وعلم الأعراق.                                                  | سلمى الراضي، مانثيا دياوارا، بابلو أورتيث موناستيريو، أميتاف غوش، فيرخينيا بيريث-راتون، ميك بيرس، نيك بيغمان |
| 2007  | "الثقافة والصراع"                                                                               | فوستان لينييكولا (الكونغو الديمقراطية): راقص ومصمم رقصات.                                                                      | باتريسيا أريزا (كولومبيا): شاعرة وممثلة. أوغستو بوال (البرازيل): مسرحي. إملي جاسر (فلسطين): فنانة تشكيلية. هوليس ليفربول، وشهرته تشوك دست (الجزر العذراء البريطانية): مغني كاليبسو وكاتب. اتحاد الكتاب السودانيين (السودان). أرس إيفي (البوسنة والهرسك): متحف فني. أوسكار هاغرمان (المكسيك): معماري ومصمم. هاروتيون خاشاتريان (أرمينيا): سينمائي. غودفري موامبيمبوا، وشهرته غادو (كينيا): رسام كاريكاتير. راديو إسانغانيرو (بوروندي): محطة إذاعية ودعاة حقوق إنسان. | بيتر غيشيري، مانثيا دياوارا، بابلو أورتيث موناستيريو، ميك بيرس، فيرخينيا بيريث-راتون، سلمى الراضي            |
| 2008  | "الثقافة والجسم البشري"                                                                         | ماموني رايسوم غوسوامي (الهند): كاتبة وشاعرة.                                                                                   | لي شيانتينغ (الصين): ناقد فني. غانتشوغيين بوريفبات (منغوليا): رسام ومدير متحف ولاما. عثماني سو (السنغال): نحات. ديانيتا سينغ (الهند): مصورة فوتوغرافية. إيليا سليمان (فلسطين): سينمائي. جيمس إيروها أوتشيتشوكوو (نيجيريا): مصور فوتوغرافي. تانيا بروغويرا (كوبا): فنانة تشكيلية. ما كي (الصين): مصممة أزياء. جانغي سانتوس (هاييتي): راقص ومصمم رقصات. كارلوس إنريكيس كونسلافي (فنزويلا/السلفادور): مذيع إذاعي ومدير متحف. | |
| 2009  | "الثقافة والطبيعة"                                                                              | سيمون فيليس (كولومبيا): معماري.                                                                                                | إل أناتسوي (غانا): نحات. دوالار (الكاميرون): منظمة فنية. ليانغ شاوجي (الصين): فنان تصوري جيفيا سوما ماشي (الهند): فنان تشكيلي. سامي بالوجي (الكونغو الديمقراطية): مصور فوتوغرافي. سانتو موفوكنغ (جنوب أفريقيا): مصور فوتوغرافي. كاناك ديكسيت (نيبال): ناشر وكاتب. معهد تاريخ نيكاراغوا وأمريكا الوسطى (نيكاراغوا) ديسيديريو نافارو (كوبا): ناقد فني وأدبي. غاستون أكوريو (بيرو): طاهٍ ومختص بفن الأكل. | |
| 2010  | "حدود الواقعية"                                                                                 | دار البرزخ للنشر (الجزائر): ناشر مستقل.                                                                                        | جمعية دار للتخطيط المعماري والفني (فلسطين). جا جنكي (الصين): منتج وممثل وكاتب سينمائي. هيئة كواني (كينيا): منصة أدبية ومجلة. آنا ماريا ماتشادو (البرازيل): رسامة وكاتبة. جواني سانتشيز (كوبا): مدونة وناشطة حقوق إنسان. مايا غوديد (المكسيك): مصورة فوتوغرافية. قاسمعلييفا وجمالييف (قيرغيزستان): زوجان، فنانان تشكيليان. دن لي (فييتنام): فنان تشكيلي ومصور فوتوغرافي. مهرداد أسكويي (إيران): صانع أفلام وثائقية. أون زاو (تايلند): ناشرة. | |
| 2011  | "تحطيم التابوهات"                                                                               | نتوني إدجابي (أفريقيا): كاتب وناشر، عن مجلة تشيمورينغا.                                                                        | سعيد أتابكوف (كازاخستان): فنان تشكيلي ومصور فوتوغرافي وفيديوغرافي. ذا بوك كافيه (مقهى الكتب) (زيمبابوي): منصة للتعبير الثقافي الحر. نيديا بوستوس (نيكاراغوا): ناشطة ثقافية ومخرجة مسرحية. رعنا أفندي (أذربيجان): مصورة فوتوغرافية. ريخينا خوسية غاليندو (غواتيمالا): فنانة جسد وأداء. مسرح إيلخوم (أوزبكستان): مسرح مستقل. كيتلي مارس (هاييتي): شاعرة وكاتبة. ربيع مروة (لبنان): مسرحي وفنان تشكيلي. رواق (فلسطين): منظمة تراث معماري فلسطينية. ووسر (التبت، الصين): كاتبة وشاعرة ومدونة. | |
| 2012  | "تخوم الواقع"                                                                                   | إلويسا كارتونيرا (الأرجنتين): تحالف للمصممين والكُتّاب.                                                                          | سامي بن غربية (تونس): ناشط إنترنت. حبيبة جحنين (الجزائر): منتجة أفلام ومنظمة مهرجانات سينمائية وكاتبة مقالات. ياسين الحاج صالح (سوريا): كاتب معارض. وداد كامل قعوار (الأردن): باحثة في الأزياء والحلي العربية. تيريسا مارغوليس (المكسيك): مصورة فوتوغرافية ومصورة فيديو وفنانة أدائية. بونيفاس موانغي (كينيا): مصور صحفي وناشط سلام. فاري بونليو سيلباك (كمبوديا): منظمة ثقافية مجتمعية. إيان راندل (جامايكا): ناشر مستقل. مارونغ ثورا (وشهرته "زاغانا"): كوميدي وسينمائي. محمد إبراهيم وارسام (وشهرته هدراوي) (صوماليلاند/الصومال): شاعر وكاتب أغان.                                                         | |
| 2013  |                                                                                                 | أحمد فؤاد نجم (مصر): شاعر عامية.                                                                                               | أليخاندرو ثامبرا (تشيلي): كاتب. كارلا فرنانديث (المكسيك): مصممة موضة ومؤرخة ثقافية. كريستوفر كوزييه (ترينيداد وتوباغو) فنان مالتي ميديا ومنشط ثقافي. إدريسو مورا كباي (بنين): صانع أفلام وثائقية. لو غوانغ (الصين): مصور فوتوغرافي. نيازا خان (باكستان): فنانة تشكيلية. | |
| 2014  |                                                                                                 | | | |
| 2015  |                                                                                                 | نويشا توكليان (إيران): مصور صحفي.                                                                                              | لطيف العاني (العراق): مصور فوتوغرافي. أماخوسي (زيمبابوي): فرقة مسرحية ومحور ثقافي. جليلي عتيقو (نيجيريا): فنان أدائي. جان بيير بيكولو (الكاميرون): صانع أفلام. إتسيتيرا (الأرجنتين/تشيلي): مجموعة فنية. فرحات خالق (الصين): موسيقي ومغن وكاتب أغان. فاتوس لابونيا (ألبانيا): مؤلف ومحرر ومفكر. أسامة محمد (سوريا): صانع أفلام. أوكسانا شاتالوفا (كازاخستان): فنانة تشكيلية وأمينة متحف. يين مار (السنغال): صحفي وراعي موسيقيين ناشئين. | بريغتي فان در هاك، سعاد أميري، صلاح حسن، كيتي مارس، أون كين سن، غابرييلا سالغادو                             |